# جامعة ترانسيلفانيا (الولايات المتحدة)
جامعة ترانسيلفانيا (بالأنكليزية:) هي جامعة خاصة ولاية كنتاكي، الولايات المتحدة الأمريكية. وقد تأسست في عام 1780، مما يجعلها أول جامعة في ولاية كنتاكي وبين الأقدم في الولايات المتحدة. ويرتبط ذلك إلى الكنيسة المسيحية (أتباع السيد المسيح). فإنه يوفر 36 البرامج الرئيسية، فضلا عن برامج الهندسة ثنائية الدرجة، ومعتمدة من قبل الرابطة الجنوبية للكليات والمدارس.
اسم ترانسيلفانيا، ويعني باللاتينية: (عبر الغابة)، وينبع من تأسيس الجامعة في بشدة منطقة حرجية في غرب فرجينيا والمعروفة باسم مستعمرة ترانسيلفانيا، والتي أصبحت أكثر من ولاية كنتاكي في 1792.
وقد تلقى تعليمه في هذه الجامعة نائبين من نواب رؤساء الولايات المتحدة، واثنين من قضاة المحكمة العليا في الولايات المتحدة وخمسين من أعضاء مجلس الشيوخ الأمريكي، 101 نائب مثلوا الولايات المتحدة، 36 حاكم من الولايات المتحدة، و 34 من سفراء الولايات المتحدة، مما يجعل الجامعة منتج كبير لرجال الدولة في الولايات المتحدة.
في الجامعة 40 تخصصاً مثل الفلسفة والسياسة والاقتصاد والصحافة والآداب والاتصالات، عدا عن قدرة الطلاب على اختيار التخصصات التي يرغبون بها، مثل الدراسات البيئية.